# Martina Fietz
Martina Fietz (* 22. November 1959 in Oberhausen; † 15. Februar 2022) war eine deutsche Journalistin. Sie war von 2018 bis 2021 stellvertretende Sprecherin  im Presse- und Informationsamt der Bundesregierung Kabinett Merkel IV.

## Leben und Karriere
Während des Besuchs ihres Gymnasiums in Oberhausen erhielt Martina Fietz ein Stipendium der Schüleraustauschorganisation ASSIST, das sie 1976 bis 1977 an der Walnut Hill School, Natick, Massachusetts, USA durchlief. Nach ihrem Abitur 1979 in Oberhausen begann sie im selben Jahr ihr Studium in Geschichte, Politikwissenschaft und Publizistik mit dem Abschluss Magister Artium an der Ruhr-Universität Bochum. Studienbegleitend war sie als freie Mitarbeiterin für die Neue Ruhr Zeitung, den WDR und das ZDF tätig.
Nach ihrem Studium begann Fietz 1985 als Volontärin im Axel-Springer-Verlag bei Die Welt in Bonn, wurde dort stellvertretende Ressortleiterin Auslands-Report und ab 1991 Parlamentskorrespondentin. Mit dem Umzug des Parlaments 1999 nach Berlin wechselte sie als Leiterin des Korrespondentenbüros zu Burdas Illustrierter Bunte in die Hauptstadt. Von 2002 bis 2004 folgte eine Tätigkeit als Parlamentskorrespondentin für die Welt am Sonntag, von 2004 bis 2010 als Chefkorrespondentin Cicero und von 2010 bis 2018 als Chefkorrespondentin von Focus Online.
Vom 16. April 2018 bis Dezember 2021 war Fietz eine von zwei stellvertretenden Sprecherinnen der Bundesregierung (SRSin II) und damit Stellvertreterin von Steffen Seibert als Sprecher der Bundesregierung. Sie vertrat die CSU im Team der Regierungssprecher.
Fietz war verheiratet und Mutter von zwei Kindern. In der Nacht zum 15. Februar 2022 verstarb sie im Alter von 62 Jahren an Krebs.